# Predigtsäule

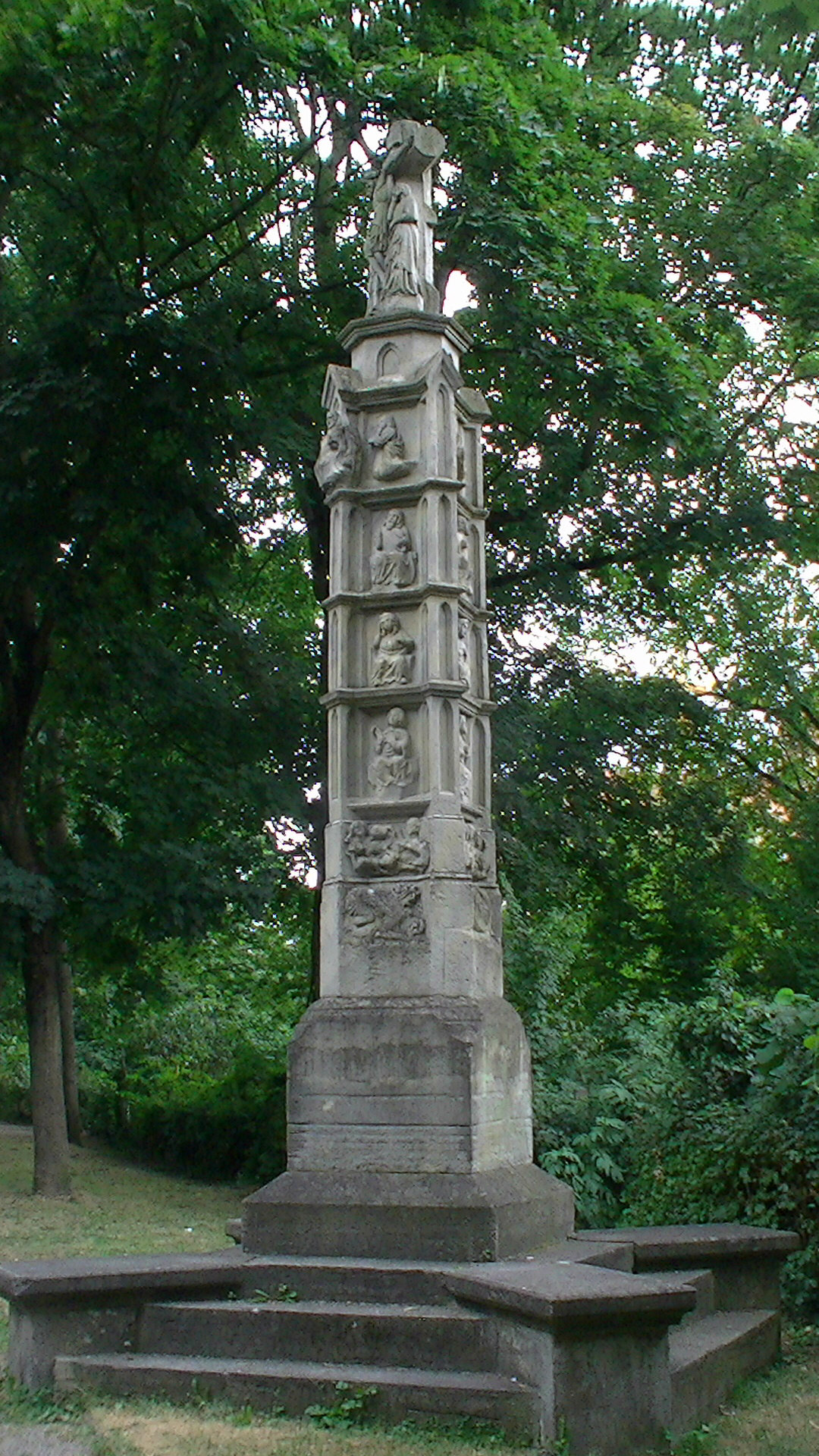
Predigtsäule Sicht von Osten

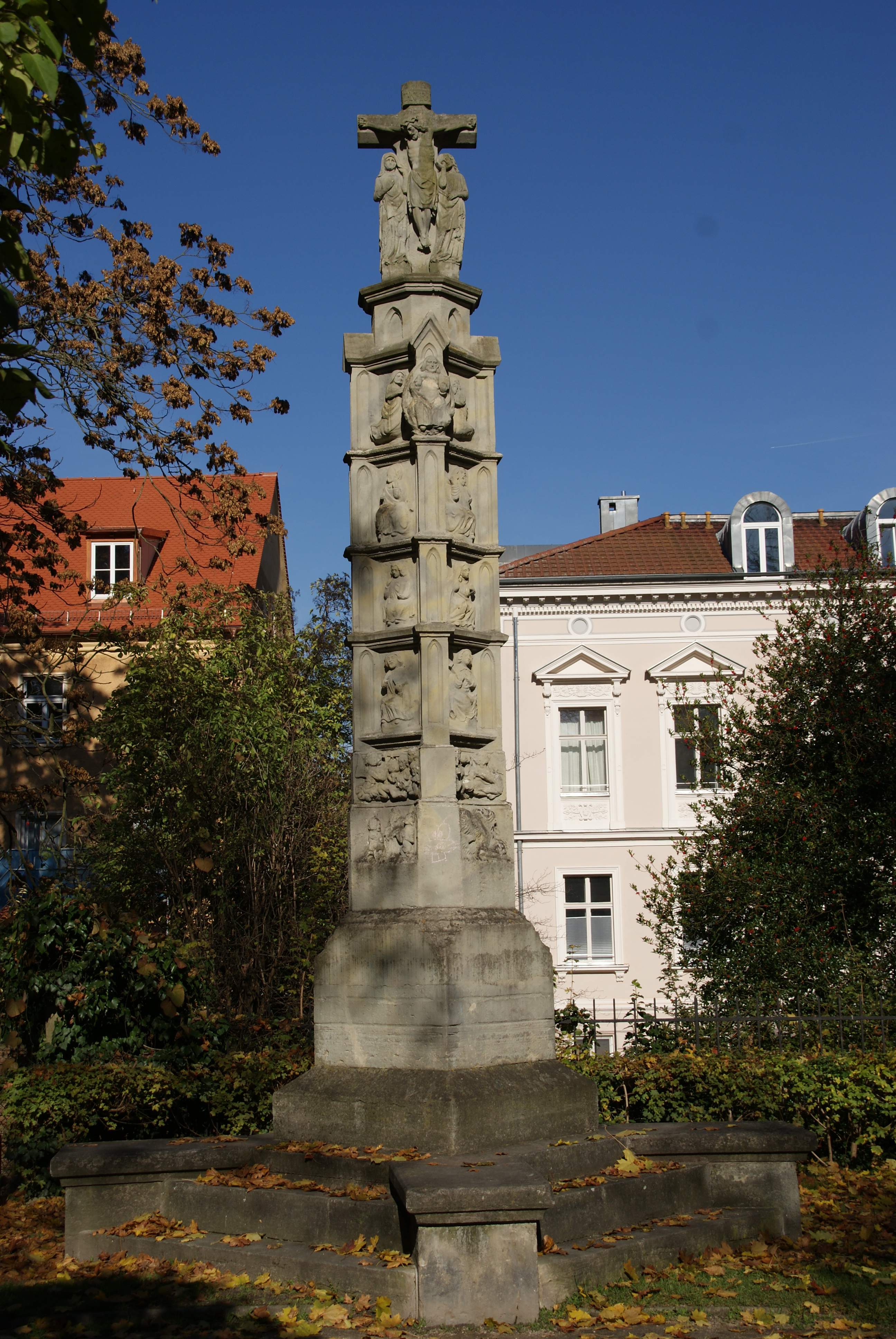
Predigtsäule Sicht von Süden

Die Predigtsäule in Regensburg ist ein 8 m hohes steinernes Monument von der Art eines Wegkreuzes, dessen Entstehung im 14. Jahrhundert im Dunkeln liegt und zu Spekulationen Anlass gab. Auf den vier Seiten des Schaftes sind auf sechs Gesimsen 24 Reliefbilder mit vielfältigen religiösen Motiven erkennbar.

## Lage
Die Predigtsäule steht in Bahnhofsnähe und ist am schnellsten zu Fuß zu erreichen. Vom Bahnhof aus geht man Richtung Norden den westlichen Parkweg Richtung Dom entlang, wobei man den Rundbau des Keplerdenkmals im Park rechts passiert. Dann sieht man geradeaus, kaum hundert Meter entfernt, die Säule auf der gegenüberliegenden Straßenseite (Petersweg) schon von Weitem vor sich.

## Name
Der Name der Predigtsäule geht auf eine Legende zurück, die allem Anschein nach von einem Mönch des Schottenklosters St. Peter festgehalten wurde. Dem zufolge errang Karl der Große nach dreitägiger Schlacht einen Sieg über die heidnischen Ungarn vor Regensburg. Zuvor stand es aber alles andere als gut um die Christen, denn diese wichen vor den Heiden zurück. Karl der Große rief auf Knien flehend Gott um Hilfe an, die in Form eines weiß gekleideten Engels auf weißem Pferd erschien, der die Heiden mit seinem Schwert in die Flucht schlug. Die im Verlauf der Kampfhandlungen getöteten 30.000 Christen sollen auf dem Siegeshügel bestattet worden sein. Außerdem baute man dort, wo Karl Gottes Hilfe erfleht hatte, eine Kirche, die nach Ansicht der ersten sieben Mönche des Schottenklosters vom heiligen Petrus selbst geweiht wurde – daher der Name „Weih St. Peter“.

## Aufbau
Die etwa acht Meter hohe Predigtsäule ruht auf einem kreuzförmigen Sockel, wobei die Balken in die vier Himmelsrichtungen weisen. Zwischen den Balken führen jeweils drei Stufen symbolisch nach oben, wo die eigentliche Säule seitlich versetzt zur Basis aufragt. Der Schaft bildet durch Gesimse auf den vier Seiten jeweils sechs Felder, die Reliefdarstellungen zeigen. An der Spitze thront auf achteckigem Postamente der Gekreuzigte mit Maria und Johannes zu seiner Seite. In den rückwärtigen beiden Feldern ganz oben blasen Engel zum Gericht, während auf der Vorderseite Christus als Richter dargestellt ist. In den nach unten folgenden drei mal vier Feldern sind die 12 Apostel dargestellt. Ganz unten in der Felderreihe steht ein Mann auf einem Wagen, der von zwei nackten sich umarmenden Figuren begleitet wird. In ihm sieht man die Figur des Elias.
Die Szene stellt eine biblische Episode von Malachias (4, 5-6) dar: „Sehet, ich werde euch den Propheten Elias senden, ehevor [sic] der Tag des Herrn kommt, der große und furchtbare. Und er wird das Herz der Väter (= Juden) zu den Kindern (= Christen) und das Herz der Kinder zu ihren Vätern wenden.“
Dieser Versöhnungsgedanke wird durch die Umarmung angedeutet. Ansonsten zeigen die Felder einen Löwen, der für den Antichrist steht, drei kniende Personen, die gläubig gen Himmel blicken und auf Gott vertrauen, einen Engel, der mit dem Schwert Gut und Böse voneinander trennt und ferner die Toten, die aus den Gräbern auferstehen.

## Datierung
Es ist nicht genau bekannt, wann die Säule errichtet wurde, vermutlich zwischen dem Ende des 13. und der ersten Hälfte des 14. Jahrhunderts. Erschwerend für eine Altersbestimmung kommen die zwei Restaurierungen hinzu, die 1526 und 1858 vollzogen wurden.

## Herkunft der Legendenbildung
Die Herkunft der Sage von Karl dem Großen findet sich in den „Gesta Caroli Magni“ (Tatenbericht Karls des Großen) und geht auf das Jahr 1270–1278 zurück. Damals verfasste sie ein irischer Mönch des Weih St. Peters, der sich zweier Vorlagen bediente: Eine stammte aus Italien und die andere beruhte vermutlich auf mündlich tradierten Erzählungen im Regensburger Raum.

## Historischer Hintergrund
Karl der Große besuchte Regensburg mehrmals und hielt hier auch eine Reichsversammlung ab. Ebenfalls belegt ist ein Geplänkel gegen heidnische Awaren. Über die Maßen ausgeschmückt scheint jedoch die Rolle des Schottenklosters zu sein, die an eine Verherrlichung grenzt. Sicherlich trug die Legende des Mönches aber dazu bei, dass die ursprünglich wohl aus Holz gefertigte Säule, wie bereits erwähnt, gegen Ende des 13. bzw. im 14. Jahrhundert aus Stein gefertigt wurde, wie sie sich in ihrer jetzigen Form präsentiert. Die Anhöhe im Südwesten der Stadt, die heute „Ziegetsberg“ heißt, wurde im Mittelalter als „Siegesberg“ tituliert. Die phonologische Ähnlichkeit ist unschwer zu bemerken.

## Alternative Deutung
Neben der offenkundig religiösen Bedeutung scheint es aber auch noch einen zweiten Aspekt zu geben. Bei der Predigtsäule fand nämlich im Mittelalter auch die Kirchweih statt, eine volksfestartige Feier mit sich anschließenden wochenlangen Jahrmärkten. In diesem Bezug könnte das Kreuz das vom König eingeräumte Marktrecht symbolisieren, einschließlich der Marktgerichtsbarkeit. Aus anderen Städten ist bekannt, dass von optisch ähnlich aussehenden Säulen Gerichtsurteile verkündet wurden. Hierzu passend wäre auch die Darstellung des letzten Gerichtes auf der Säule.

## Restaurierung
Im Juni 1856 sprach der Vorstand des historischen Vereins wegen des schlechten Zustandes der Predigtsäule unter anderem mit Clemens Freiherr von Junker-Bigatto, dem ein größerer Anteil an der Organisation der erforderlichen Geldmittel für die Restaurierung zukam. Die Arbeiten wurden dem Bildhauer Hundertpfund und dem Steinmetzmeister Pöverlein anvertraut.
Dabei beschloss man auch, die Säule um einige Meter vom bisherigen Standort Richtung Westen in die Mitte des Kreuzweges der beiden Alleen zu versetzen, um eine bessere Ansicht zu ermöglichen.
Finanzierung der Restaurierung:
| Geldgeber                         | Finanzmittel                    | Prozentual |
| --------------------------------- | ------------------------------- | ---------- |
| Königliche Kreis-Regierung        | 187 Gulden 59 Kreuzer 2 Pfennig | 35,7 %     |
| Fürst von Thurn und Taxis         | 90 Gulden                       | 17,1 %     |
| Handelsgremium                    | 90 Gulden                       | 17,1 %     |
| hochwürdige Geistlichkeit         | 88 Gulden 18 Kreuzer            | 16,8 %     |
| Stadtmagistrat                    | 40 Gulden                       | 7,6 %      |
| Bischof Valentin von Riehl        | 20 Gulden                       | 3,8 %      |
| Freiherr von Künsberg-Langenstadt | 10 Gulden                       | 1,9 %      |
| ein Ungenannter                   | 15 Kreuzer 2 Pfennig            |            |
|                                   | 526 Gulden 33 Kreuzer           |            |
| Steinmetzarbeiten                 | 399 Gulden 2 Kreuzer            | 75,8 %     |
| Bildhauerarbeiten                 | 120 Gulden                      | 22,7 %     |
| sonstige Kosten                   | 7 Gulden 31 Kreuzer             |            |